# Albany (Nou Hampshire)
Albany és una població dels Estats Units a l'estat de Nou Hampshire. Segons el cens del 2000 tenia 654 habitants.

## Història
La comunitat va ser anomenada per primera vegada el 1766 pel governador colonial Benning Wentworth com "Burton", en honor al general Jonathan Burton de Wilton, New Hampshire. La ciutat es va incorporar i es va rebatejar com "Albany" el 1833, quan es va construir el ferrocarril central de Nova York des de la ciutat de Nova York fins a Albany, Nova York.

## Demografia
Segons el cens del 2000, Albany tenia 654 habitants, 262 habitatges, i 182 famílies. La densitat de població era de 3,4 habitants per km².
Dels 262 habitatges en un 34,7% hi vivien nens de menys de 18 anys, en un 51,5% hi vivien parelles casades, en un 10,7% dones solteres, i en un 30,2% no eren unitats familiars. En el 23,3% dels habitatges hi vivien persones soles el 7,3% de les quals corresponia a persones de 65 anys o més que vivien soles. El nombre mitjà de persones vivint en cada habitatge era de 2,48 i el nombre mitjà de persones que vivien en cada família era de 2,85.
Per edats la població es repartia de la següent manera: un 26,5% tenia menys de 18 anys, un 6,1% entre 18 i 24, un 36,7% entre 25 i 44, un 22,8% de 45 a 60 i un 8% 65 anys o més.
L'edat mediana era de 37 anys. Per cada 100 dones de 18 o més anys hi havia 102,1 homes.
La renda mediana per habitatge era de 36.635$ i la renda mediana per família de 39.250$. Els homes tenien una renda mediana de 29.821$ mentre que les dones 20.250$. La renda per capita de la població era de 20.690$. Entorn del 10,8% de les famílies i el 15,7% de la població estaven per davall del llindar de pobresa.